# Grabeskirche (Nachbildung)

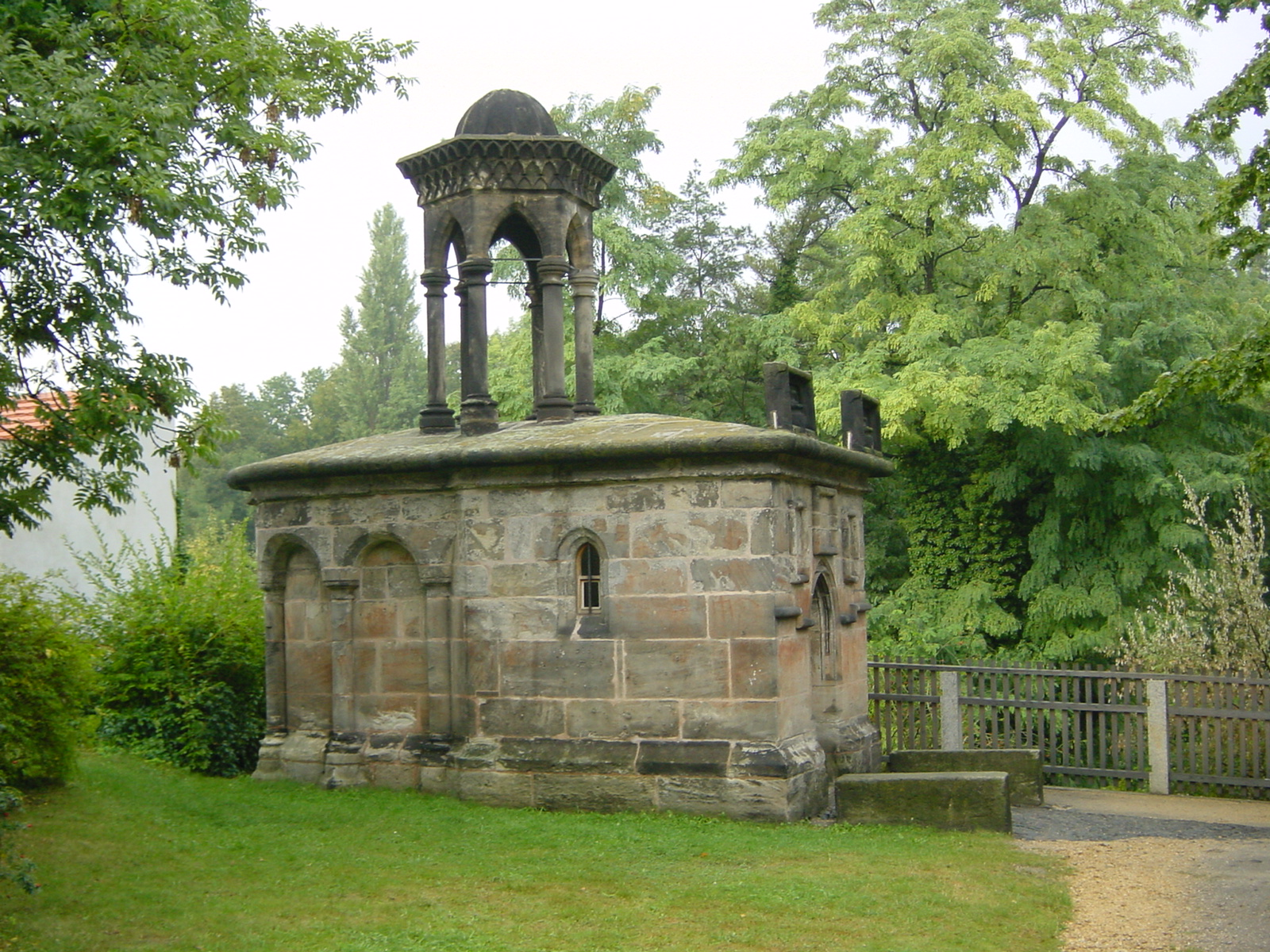
Heilig-Grab-Kapelle von Görlitz

Als Grabeskirche (auch: Heilig-Grab-Kirche, Heiliggrabkirche bzw. Grabeskapelle, Heilig-Grab-Kapelle, Heiliggrabkapelle) wird im Christentum nicht nur die eigentliche Jerusalemer Grabeskirche mit dem Heiligen Grab im engeren Sinn bezeichnet, sondern – analog zu den Nachbildungen des Heiligen Grabes – auch deren Nachbildungen. Die Bezeichnung meint dann entweder
- vorrangig die Rotunde,
- nur die Ädikula über dem Heiligen Grab selbst oder
- die gesamte Kirche vom Heiligen Grab samt der später errichteten Basilika und Atrien.[1]

## Das Vorbild
Nachdem Kaiserin Helena und ihr Sohn Konstantin ab 326 am Ort der vermuteten Kreuzauffindung die Grabeskirche erbauen ließen, wurde sie nach ihrer Einweihung 335 zum Vorbild zahlreicher Nachbildungen vor allem in Europa. Der Originalbau war 615 unter Schahrbaraz durch sassanidische Perser, 808 durch Erdbeben und 1009 unter dem Kalifen Al-Hakim durch muslimische Araber ganz oder teilweise zerstört worden. Sie war jeweils unmittelbar danach, zuletzt bis spätestens 1055 wieder aufgebaut worden. Da bei diesem letzten Wiederaufbau die fast vollständig erhaltenen Außenmauern und Teile der Stützenstellung wiederverwendet werden konnten, blieb die äußere Erscheinung wohl sehr ähnlich. 
Das um 330 nach Christus durch Konstantin den Großen für seine Töchter Constantia (häufig auch Constantina genannt) und Helena errichtete Mausoleum kann als Parallelbau zur Grabeskirche gelten und wurde daher wohl auch für einige Bauherren unmittelbareres Vorbild als die weiter entfernte Jerusalemer Kirche. Später wurde das Mausoleum im Zuge der Verehrung Constantias als Heilige nach ihr Santa Costanza genannt.

## Frühe Nachbildungen in Italien

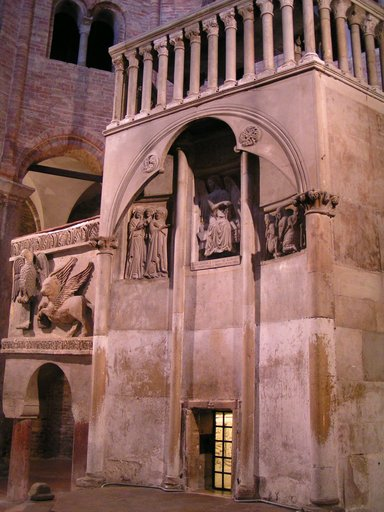
Tempelchen vom Schädelberg in der Kirche Santo Sepolcro

Bischof Petronius († 450) in Bologna soll nach einer langen Zeit des Niedergangs der Stadt nach dem Vorbild der Jerusalemer Grabeskirche den Kirchenkomplex von Santo Stefano mit einer Teilkirche Santo Sepolcro errichtet haben. Wenige Jahrzehnte später wurde die Rotunde Santo Stefano Rotondo in Rom nach dem Vorbild der Grabeskirche gebaut und als letzter Monumentalbau des Weströmischen Reiches im Jahr 470 geweiht.

## Weitere
Die spätgotische Jeruzalemkapel in Gouda entstand um 1500, die Heiliggrabkirche in Bozen wurde in den 1680er Jahren errichtet.

## Nachbildungen nördlich der Alpen
Die Michaelskirche in Fulda gilt als die älteste Kirche in Deutschland, die nach dem Vorbild der Grabeskirche im Auftrag von Abt Eigil von Fulda (um 750–822) als Totenkapelle und eigene Grablege durch Rabanus Maurus (um 780–856) konzipiert, in den Jahren 820 bis 822 im vorromanischen, karolingischen Baustil errichtet und 822 durch Erzbischof Haistulph († 825) dem Erzengel Michael geweiht wurde. Möglicherweise diente aber auch Santa Costanza in Rom als Vorbild. 

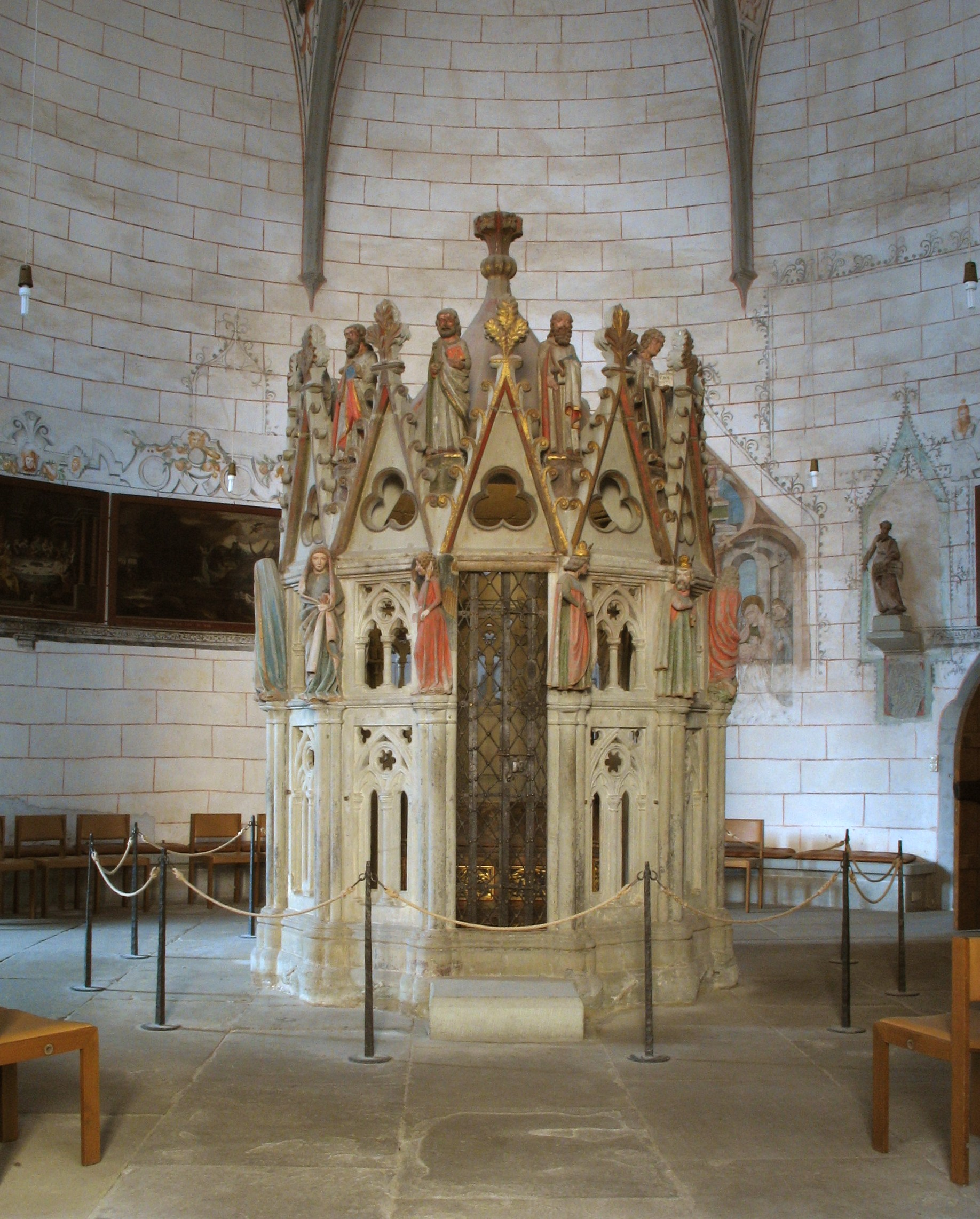
Ädikula in der Mauritiusrotunde in Konstanz

Bischof Konrad von Konstanz (900–975) ließ unter dem Eindruck seiner Jerusalemer Pilgerfahrten die Mauritiusrotunde als Nachbau der Grabeskirche bauen, die infolgedessen zum regionalen Pilgerziel wurde. Die darin befindliche zwölfeckige Grabeskapelle aus Sandstein stammt aus dem 13. Jahrhundert und gilt als Nachbau der sehr ähnlich aussehenden sechzehneckigen Kapelle im Dom zu Magdeburg.

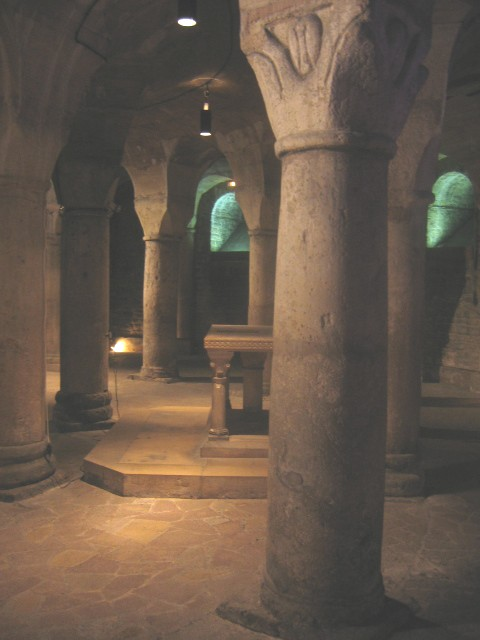
Saint-Benigne, in der Krypta noch erkennbare Rotunde

1001 bis 1016/31 wurde durch Wilhelm von Dijon (962–1031) die Abteikirche des Klosters Saint Bénigne als Rotunde wiedererrichtet. Sie blieb in Resten im eigenartigen Zentralbau der heutigen, aus der Abteikirche entstandenen Kathedrale von Dijon erhalten. Sie gehört nicht zu den Heilig-Grab-Kopien, sondern folgt dem Vorbild des Pantheons. 
Nachdem sich Eude de Déols zwischen 1026 und 1028 als Pilger im Heiligen Land aufhielt und beim Anblick der zerstörten und im Wiederaufbau befindlichen Grabeskirche die Errichtung einer Kopie in seiner Heimat gelobt hatte, berichten dann mehrere Chronisten, dass zwischen 1034 und 1042/49 eine Kirche gebaut wurde, die heutige Kirche St-Jacques de Neuvy-Saint-Sépulchre. Die Rotunde war dabei Ende des 12. Jahrhunderts fertiggestellt worden.
Bischof Meinwerk von Paderborn (um 975–1036) schickte um 1033 Abt Wino von Helmarshausen nach Jerusalem, mit dem Auftrag, die Maße der Grabeskirche aufzunehmen. Da zu dieser Zeit (1009–1055) aber in Jerusalem gar keine intakte Grabeskirche existierte, konnten dies wohl nur annähernde Maße gewesen sein. Nach diesen Angaben wurde in Paderborn dann auf dem Busdorf die sogenannte Jerusalem- oder Grabeskirche errichtet und 1036 eingeweiht. Von dieser ursprünglichen Kirche, einem achteckigen Zentralbau mit vier kreuzförmig angebauten Flügeln, stammt heute nur noch der Westflügel und die beiden Rundtürme, die einst die Westfassade flankierten. 

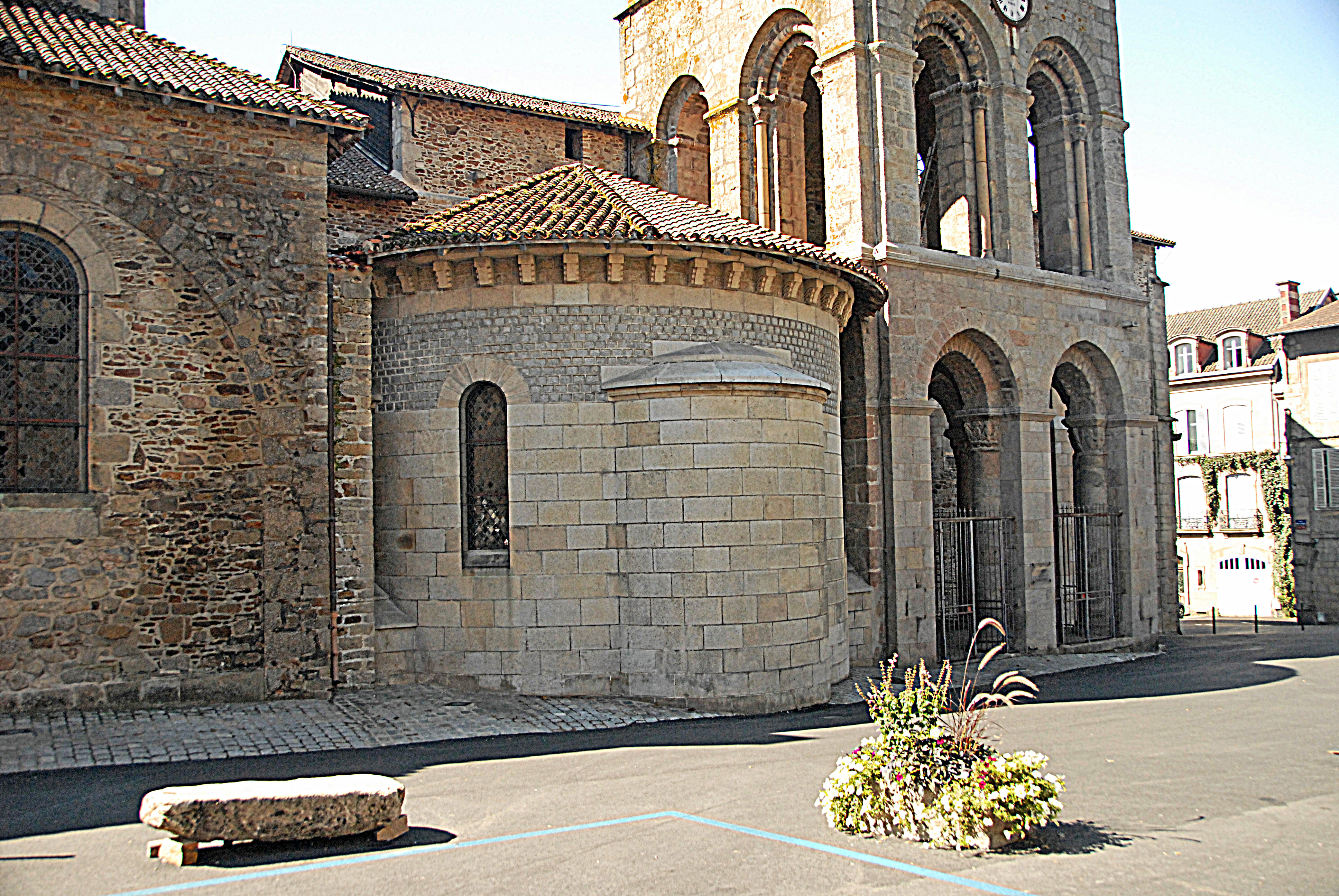
Grabeskapelle von St.-Léonard-de-Noblat

1075 wurde an die Kirche St-Léonard-de-Noblat eine Grabeskapelle angebaut. Die wohl ursprünglich dazugehörige Ädikula mit dem Heiligen Grab ist nicht mehr erhalten.
Bischof Heinrich II. von Werl (um 1050–1127), der zweite Nachfolger des Bischofs Meinwerk, ließ – ebenfalls nach den Plänen des Abtes Wino – auf der Krukenburg bei Helmarshausen eine weitere Jerusalem- bzw. Grabeskirche errichten. In deren Nachfolge wäre auch die Heilig-Grab-Kapelle in Drüggelte, gestiftet von Graf Heinrich I. von Arnsberg (1145–1195), als Nachbildung denkbar.
In der Kapuzinerkirche in Eichstätt steht eine um 1160 entstandene romanische Anlage einer Ädikula mit heiligem Grab.
Die Dorfkirche Ludorf an der Müritz mit ihrem achteckigen Hauptbau wurde von einem heimgekehrten Kreuzfahrer Wip(p)ert von Morin errichtet.
Die Kreuzkapelle in Görlitz ist eine 1480 begonnene und 1504 eingeweihte, verkleinerte Kopie der hochmittelalterlichen Heilig-Grab-Kapelle in Jerusalem. Die Görlitzer Kapelle wiederum inspirierte weitere Kapellen dieser Art, unter anderem in Żagań.
Die Wallfahrtskapelle Sontga Fossa in der Sevgein in der Surselva im schweizerischen Kanton Graubünden wurde 1679 erbaut.